# يونغتشون
يونغ-تشون (الكورية: 영천) هي مدينة في مقاطعة غيونغ-سانغ الشمالية في كوريا الجنوبية، وتقع على بعد 350 كلم من سيؤول، جنوب شرق مقاطعة غيونغ-سانغ الشمالية. كما تقع على طريق غيونغ-بو السريع والذي يربط بين سيؤول وبوسان، وهو أيضًا نقطة التقاء خطي «جون-غانغ» و «ديغو» للسكك الحديدية.

## الرموز
رموز المدينة هي:
- زهرة المدينة: الورد
- طائر المدينة: الحمام
- شجرة المدينة: شجرة الجنكة

## الاقتصاد في يونغ-تشون
بما أن يونغ-تشون تعتبر مدينة ريفية، يعمل العديد من مواطنيها بالزراعة لكسب عيشهم. فاكهة العنب هي من أكثر المحاصيل شهرة في يونغ-تشون، والتي عادةً ما تكون كبيرة الحجم ومنزوعة البذور. كما في أغلب الأحيان يتم تقشيرها قبل استهلاكها، وذلك بسبب قلق الكوريين تجاه الأسمدة والمبيدات.

## المهرجانات
يقام مهرجان 'ذا بوهيون ماونتاين ستارلايت فيستيفال' في 'مرصد جبل بوهيون' والذي يتواجد فيه ثالث أكبر تلسكوب في كوريا. وفي آواخر فصل الصيف، يقام مهرجان 'العنب' باستضافة أحداث مثل مسابقة ملكة جمال العنب ومسابقة أكل العنب. وتشتهر مدينة يونغ-تشون أيضا بمهرجان ’طب الأعشاب’ المقام في شهر أكتوبر، والذي يستضيف الغناء التقليدي والكثير من الأعشاب.

## الأشخاص
من أبرز الأفراد الذين ولدوا في المدينة هم: قائد الجيش في زمن سلالة غوريو "تشوي مو-سون"، ومفكر سلالة غوريو «جونغ مونغ-جو». كما أن المدينة كانت مسقط رأس «بيك غون سانغ» الجندي العريق الذي حارب خلال الحرب الكورية الهائلة، والذي تولى بنفسه منصب حكومي عالِ دون تلقي أي مرتب أثناء الحرب الكورية.

## أبرز المواقع السياحية
رغم قلة السياح في يونغ-تشون، إلا أن هنالك مواقع سياحية شهيرة في المدينة والتي تتضمن معبد إنهيسا، وحديقة النصب التذكاري للحرب، وسد يونغ-تشون، وجونغ سو-ون، وتمثال غاتباوي.

## المناخ
| البيانات المناخية لـYeongcheon (1981–2010)  | البيانات المناخية لـYeongcheon (1981–2010) | البيانات المناخية لـYeongcheon (1981–2010) | البيانات المناخية لـYeongcheon (1981–2010) | البيانات المناخية لـYeongcheon (1981–2010) | البيانات المناخية لـYeongcheon (1981–2010) | البيانات المناخية لـYeongcheon (1981–2010) | البيانات المناخية لـYeongcheon (1981–2010) | البيانات المناخية لـYeongcheon (1981–2010) | البيانات المناخية لـYeongcheon (1981–2010) | البيانات المناخية لـYeongcheon (1981–2010) | البيانات المناخية لـYeongcheon (1981–2010) | البيانات المناخية لـYeongcheon (1981–2010) | البيانات المناخية لـYeongcheon (1981–2010) |
| الشهر                                       | يناير                                      | فبراير                                     | مارس                                       | أبريل                                      | مايو                                       | يونيو                                      | يوليو                                      | أغسطس                                      | سبتمبر                                     | أكتوبر                                     | نوفمبر                                     | ديسمبر                                     | المعدل السنوي                              |
| ------------------------------------------- | ------------------------------------------ | ------------------------------------------ | ------------------------------------------ | ------------------------------------------ | ------------------------------------------ | ------------------------------------------ | ------------------------------------------ | ------------------------------------------ | ------------------------------------------ | ------------------------------------------ | ------------------------------------------ | ------------------------------------------ | ------------------------------------------ |
| متوسط درجة الحرارة الكبرى °م (°ف)           | 5.0 (41.0)                                 | 7.7 (45.9)                                 | 12.8 (55.0)                                | 19.8 (67.6)                                | 24.5 (76.1)                                | 27.3 (81.1)                                | 29.5 (85.1)                                | 30.3 (86.5)                                | 26.0 (78.8)                                | 21.4 (70.5)                                | 14.2 (57.6)                                | 7.6 (45.7)                                 | 18.8 (65.8)                                |
| المتوسط اليومي °م (°ف)                      | −1.0 (30.2)                                | 1.2 (34.2)                                 | 6.0 (42.8)                                 | 12.5 (54.5)                                | 17.3 (63.1)                                | 21.3 (70.3)                                | 24.6 (76.3)                                | 25.1 (77.2)                                | 20.0 (68.0)                                | 13.7 (56.7)                                | 6.9 (44.4)                                 | 0.9 (33.6)                                 | 12.4 (54.3)                                |
| متوسط درجة الحرارة الصغرى °م (°ف)           | −6.4 (20.5)                                | −4.5 (23.9)                                | −0.2 (31.6)                                | 5.0 (41.0)                                 | 10.4 (50.7)                                | 15.9 (60.6)                                | 20.6 (69.1)                                | 21.0 (69.8)                                | 15.1 (59.2)                                | 7.4 (45.3)                                 | 0.7 (33.3)                                 | −4.6 (23.7)                                | 6.7 (44.1)                                 |
| الهطول مم (إنش)                             | 22.6 (0.89)                                | 27.3 (1.07)                                | 46.9 (1.85)                                | 62.4 (2.46)                                | 87.2 (3.43)                                | 135.8 (5.35)                               | 224.4 (8.83)                               | 225.3 (8.87)                               | 135.0 (5.31)                               | 31.8 (1.25)                                | 32.8 (1.29)                                | 15.2 (0.60)                                | 1٬046٫8 (41.21)                            |
| متوسط أيام هطول الأمطار (≥ 0.1 mm)          | 4.0                                        | 5.1                                        | 7.1                                        | 7.2                                        | 8.3                                        | 9.0                                        | 13.0                                       | 12.0                                       | 8.8                                        | 4.2                                        | 4.6                                        | 3.5                                        | 86.8                                       |
| متوسط الرطوبة النسبية (%)                   | 58.0                                       | 58.2                                       | 59.4                                       | 57.0                                       | 61.9                                       | 68.6                                       | 75.3                                       | 74.8                                       | 73.8                                       | 68.3                                       | 65.0                                       | 61.3                                       | 65.1                                       |
| ساعات سطوع الشمس الشهرية                    | 169.4                                      | 179.5                                      | 203.4                                      | 222.7                                      | 232.1                                      | 196.8                                      | 172.3                                      | 187.2                                      | 167.4                                      | 198.8                                      | 160.4                                      | 156.6                                      | 2٬248٫9                                    |
| المصدر: Korea Meteorological Administration |                                            |                                            |                                            |                                            |                                            |                                            |                                            |                                            |                                            |                                            |                                            |                                            |                                            |

## المدن الشقيقة
- اليابان: كورويشي، آوموري
- الصين: كايفنغ، الصين
- الولايات المتحدة: بوفالو، ولاية نيويورك
- الولايات المتحدة: فوليرتون، كاليفورنيا

## روابط خارجية
- موقع حكومة المدينة